# Nachodka (zatoka wewnętrzna)
Nachodka (ros. бухта Находка, dawniej również гавань Находка) – zatoka w Kraju Nadmorskim w Rosji, część zatoki Nachodka (dawniej Amerika). Ma około 3,5 km długości oraz 1 do 2 km szerokości. Głębokość do około 17 m. Wejście do zatoki znajduje się pomiędzy przylądkami Mys Astafjewa i Mys Szefnera.
Zatoka znajduje się w południowej części miasta Nachodka. To nad nią znajduje się główny towarowy port miasta, wraz z obsługującą go stacją kolejową Mys Astafjewa.
Została odkryta i nazwana w 1859 roku.